# 张清海
张清海（1955年—），河南虞城人，汉族，中华人民共和国政治人物、第十二届全国人民代表大会河南地区代表。
毕业于中央党校经济管理专业。加入中国共产党。2013年，担任全国人大代表。担任河南科迪集团董事长。2018年2月24日，当选为第十三届全国人大代表。